# Hipismo

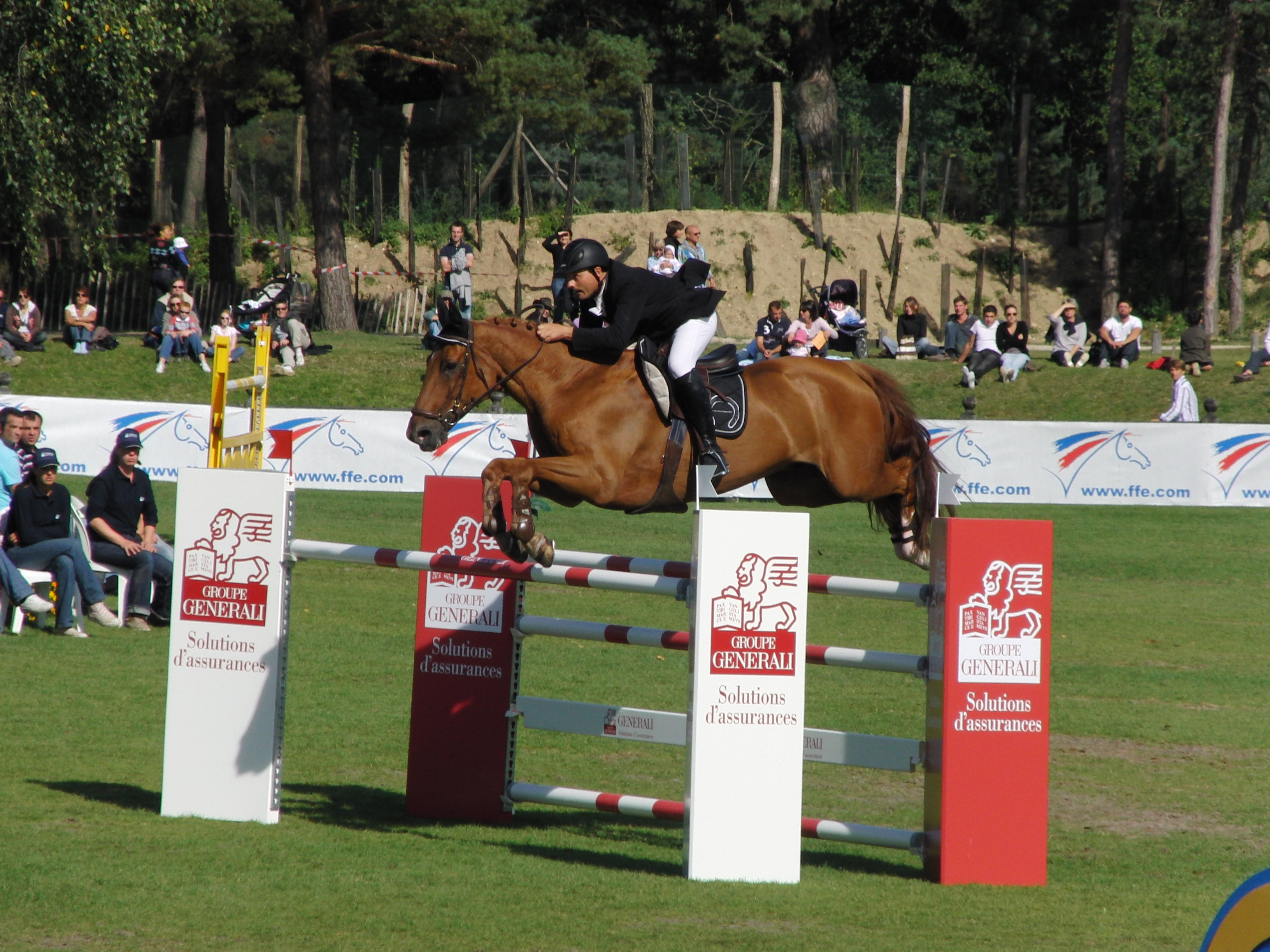
Prova de saltos

Hipismo é a modalidade da arte de montar a cavalo que compreende todas as práticas desportivas que envolvam este animal. Sendo assim, é o maior esporte feito com cavalos no mundo inteiro. Dentre elas envolvem as diferentes provas, como saltos, adestramento, corridas, atrelagem, e o polo. Algumas constituem mesmo o pentatlo moderno, que é também disputado nas Olimpíadas.
Apesar de existir desde a antiguidade, suas regras e competições modernas surgiram no ano de 1883, nos Estados Unidos. No programa dos Jogos Olímpicos modernos, o hipismo foi incluído nos Jogos de Verão de 1912 em Estocolmo, Suécia..
Porém, não pode ser confundida com a equitação, pois hipismo é o conjunto de esportes praticados pela aliança entre homem e cavalo em qualquer modalidade de esporte. Já a equitação, é a arte da cavalgada, o treinamento feito para compreender melhor a psicologia do cavalo, e coordenar a consciência corporal humana à do animal buscando equilíbrio e harmonia de movimentos de ambos, como um todo. A equitação faz parte da prática de hipismo, uma vez que a arte de cavalgar é introdução para os exercícios posteriores como salto ou adestramento, e não a mesma coisa. Ela é hoje muito utilizada na área terapêutica, como a equoterapia.

## Picadeiro
Assim é designado o local onde se ensinam ou adestram os cavalos fazendo-lhes fazer exercícios e onde aprendem a arte ou se exercem os cavaleiros

## Entidades

### Internacionais
Fundada no ano de 1921 em Lausanne, na Suíça, pela França, Estados Unidos, Suécia, Japão, Bélgica, Dinamarca, Noruega e Itália, a FEI (Fédération Equestre Internationale) regula os eventos internacionais de Hipismo, em parceria com as 133 federações nacionais, sem preconceitos raciais, religiosos ou relacionados a conflitos internos.
É essa mesma instituição que estabelece os regulamentos e aprova os programas de campeonatos, e, ainda, buscando assegurar a integridade dos animais, a FEI desenvolveu um código de conduta baseado tanto no seu bem-estar, quanto no "fair play" que deve ser adotado pelos cavaleiros.

### No Brasil

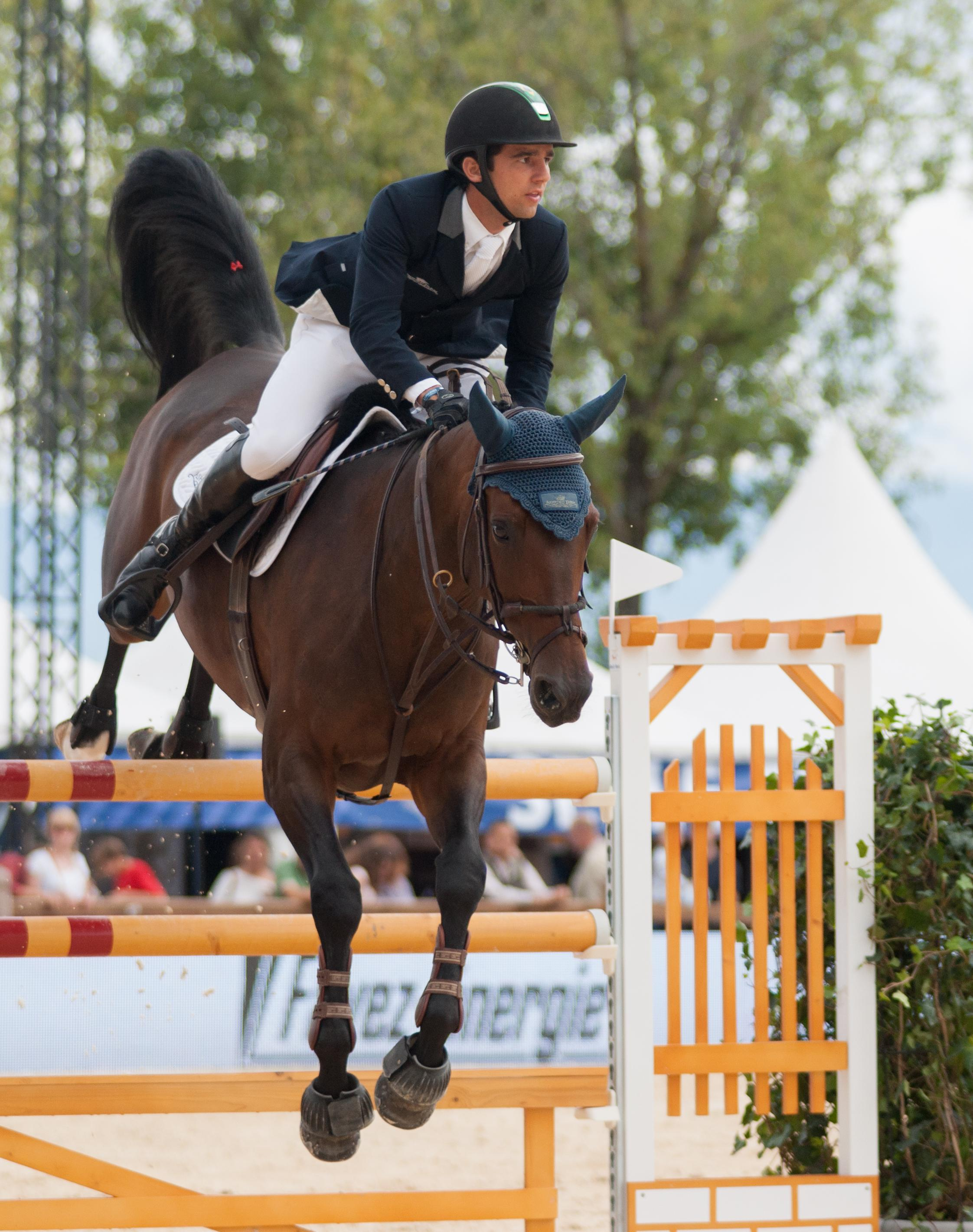
O cavaleiro brasileiro Marlon Zanotelli, natural do estado do Maranhão.

A entidade reguladora dos esportes equestres no Brasil é a Confederação Brasileira de Hipismo (CBH), que foi oficialmente fundada em 19 de dezembro de 1941, após esforços das Federação Paulista de Hipismo (FPH), Hípica Metropolitana (Rio de Janeiro) e Hípica Fluminense (Niterói).
A CBH é responsável pela regulamentação, coordenação, promoção e fomento das oito modalidades praticadas no Brasil, além da formação das delegações que representam o país nas competições internacionais, realização de campeonatos, seletivas e cursos, pela chancela de eventos promovidos por federações estaduais, pela captação e administração de verbas junto a órgãos governamentais e COB – Comitê Olímpico Brasileiro.

### Em Portugal
A arte equestre portuguesa foi oficialmente inscrita na Lista Representativa do Património Cultural Imaterial da Humanidade da UNESCO em 2024, reconhecendo a sua importância cultural e histórica. Esta distinção destaca a tradição secular da equitação portuguesa, especialmente a prática da equitação clássica no contexto da Escola Portuguesa de Arte Equestre.

## Provas
Para o cavaleiro poder participar em provas nacionais ou internacionais deve tornar-se federado e, consoante a prova pretendida, obter o nível de "Sela" adequado. O termo "Sela" é a designação oficial dos diferentes níveis técnicos de hipismo. Existem 9 níveis distintos de "Sela" que podem ser obtidos através da realização de um "Exame de Sela". O primeiro ciclo completa-se com o "Exame de Sela 4", também chamado de Estribo de Bronze, que permite ao cavaleiro participar em provas oficiais nacionais. A "Sela 7" ou Estribo de Prata permite ao cavaleiro a participação em provas oficiais internacionais. A "Sela 9", também denominada de Estribo de Ouro, constitui o pré-requisito para admissão ao curso e exame para Instrutor.

### Olímpicas
Adestramento

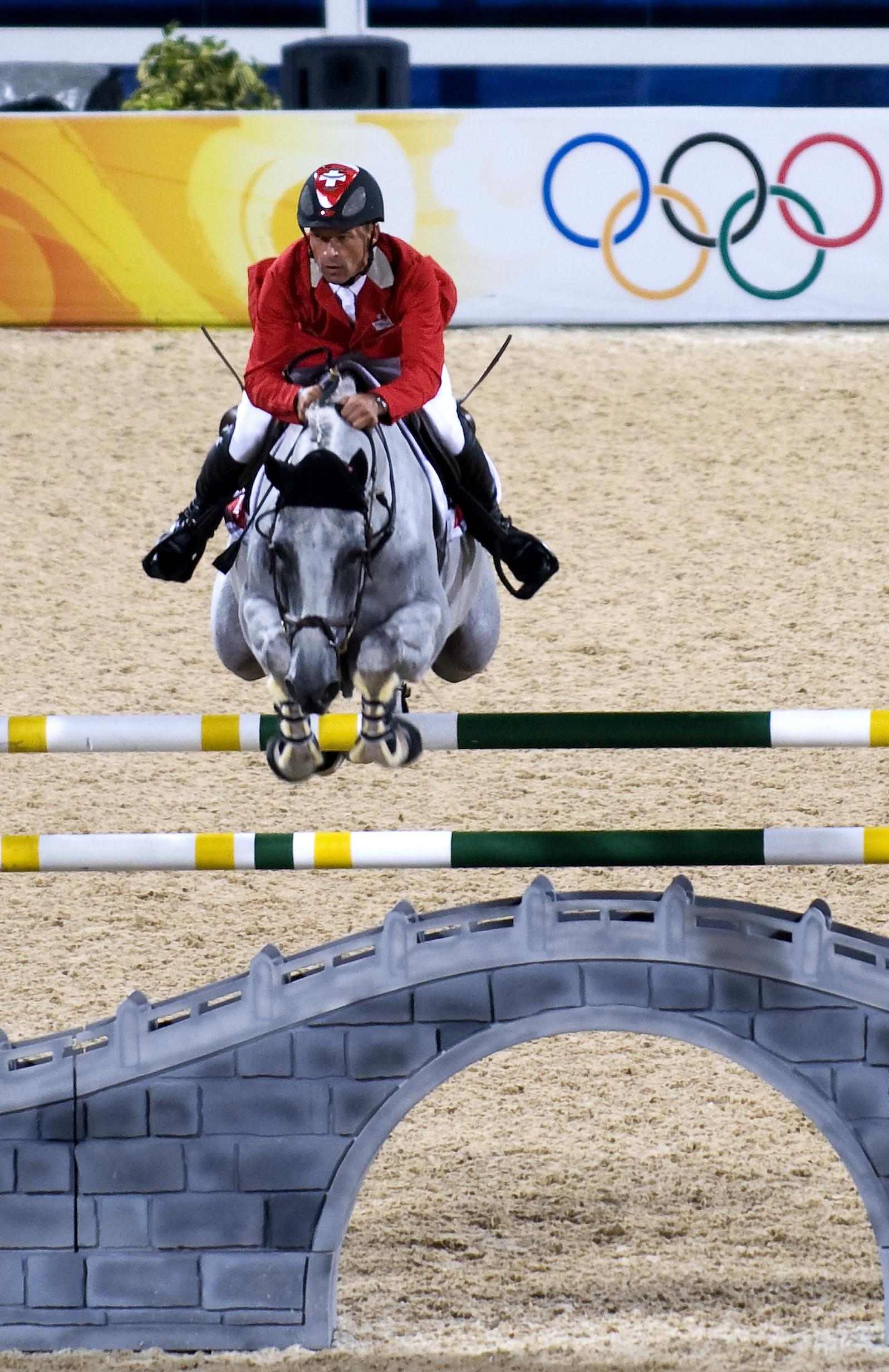
Prova de Salto nos Jogos Olímpicos

Os conjuntos (cavaleiro e cavalo) deverão realizar uma série de movimentos (chamados de "figuras") de diferentes graus de dificuldade. Há figuras obrigatórias. O objetivo é que essas figuras sejam executadas com a maior perfeição possível, as quais os juízes atribuirão notas nos quesitos disciplina, prontidão e elegância, exigindo perfeita sintonia do conjunto.
Saltos
Nos saltos, o cavaleiro e seu cavalo devem transpor, em sua totalidade, de 10 a 15 obstáculos ordenados em uma pista que mede entre 700 e 900 metros. A altura dos obstáculos vai de 0,60m a 1,65m, dependendo da categoria. Para a chamada Equitação Fundamental, a altura dos obstáculos vai de 0,40m a 0,90m. Neste caso, o vencedor é aquele que termina a prova o mais próximo possível do chamado tempo ideal. O tempo ideal foi implementado recentemente com a intenção de diminuir o número de acidentes nas pistas de salto. Como as provas da fundamental não são tão altas, os cavaleiros tendiam a correr muito. Sendo a maioria iniciantes, acabavam-se envolvendo em acidentes. Para se determinar este tempo usa-se a extensão do percurso em metros dividido pela velocidade da prova e multiplica por 0,95. Para a pista de 1,0 m o cavaleiro pode escolher se prefere saltar no tempo ideal ou no cronômetro. Nas demais alturas, vence quem acabar a prova mais rápido e com menos faltas. O atual campeão brasileiro é o cavaleiro Rodrigo Pessoa, saltando 1,65 metros em provas.
Concurso Completo de Equitação (ou CCE)
O CCE é uma espécie de triatlo equestre, reunindo provas de adestramento, salto e cross-country, e pode ser disputada em dois formatos: um dia (ODE) e três dias (3DE), não sendo permitido trocar de cavalo uma vez que tenha começado. Trata-se de uma prova completa, na qual o conjunto deve mostrar habilidade em diversas situações.

### Paraolímpicas
Nos Jogos Paraolímpicos, são disputadas duas modalidades, o hipismo e o adestramento. No hipismo, a altura dos obstáculos é de 1,64m. O adestramento é normalmente disputado entre pessoas deficientes, nesse caso, a pista tem placas sonoras (para os deficientes visuais) e rampas (para os deficientes físicos).

### Não-olímpicas
Enduro
O Enduro equestre se trata de provas de longa distância, entre 80 e 160 km, disputadas em etapas chamadas de "anéis", onde é colocada à prova a resistência do animal. Ao final de cada anel (fases entre 15 e 40 km), há paradas para recuperação e testes no cavalo, os "vet-checks", onde os animais cansados ou que apresentem dores no sistema locomotor são desclassificados, sem a possibilidade de substituição.
Volteio
O Volteio consiste na execução de movimentos de Ginástica Artística sobre o cavalo em movimento, utilizando seu impulso a favor do atleta e criando uma harmonia e ressonância com o mesmo. As provas são individuais, duplas ou equipes, e as notas são aplicadas conforme a técnica, grau de dificuldade, equilíbrio, segurança do atleta e integração do volteador com o cavalo.
Atrelagem
São provas de adestramento, maratona e corrida de obstáculos para serem cumpridas por uma charrete puxada por um, dois ou quatro cavalos. No adestramento, devem executar movimentos livres e obrigatórios numa pista de 100 x 400 m. A maratona é um percurso de 22 km com obstáculos naturais e artificiais. A corrida de obstáculos é uma prova contra o relógio onde os cavaleiros devem seguir numa linha reta e esquivar dos cones ao longo do caminho.
Rédeas
Mais do que guiar o cavalo, a prova de rédeas busca mostrar que o cavaleiro domina todos os movimentos do animal, valorizando a concentração e a harmonia do conjunto, realizando diversos percursos pré-determinados.
Pólo
O Pólo é um esporte praticado por dois times de quatro cavaleiros, numa partida que dura de quatro a oito períodos (chukkas) cada. O objetivo do jogo é, montado no cavalo, utilizar o taco para golpear a bola entre as balizas, marcando mais golos que a equipe adversária. O campo mede 275 m de comprimento por 140 m de largura, sem contar com a área de escape, enquanto os golos possuem 7,3 m de largura, permitindo que a bola passe pelas traves em qualquer altura.